# André Jacques (graveur)
Pour les articles homonymes, voir Jacques.
Cet article concerne le graveur français. Pour l'écrivain québécois, voir André Jacques.
André Jacques est un graveur et aquarelliste savoyard né en 1880 et mort en 1960. Installé en Savoie en 1907, il illustre des livres et publie des portefeuilles de gravures. Il se distingue par des études de paysans savoyards, de costumes et de bijoux traditionnels. Il réalise également de nombreuses aquarelles.

## Biographie
André Jacques nait à Paris le 31 mai 1880. Son père Narcisse Jacques travaille pour divers artistes dont Carpeaux jusqu'à sa nomination comme professeur à Genève. Il se forme au dessin et à la sculpture et commence à travailler à Paris. En 1902, son service militaire à Annecy comme chasseur alpin lui fait découvrir cette ville et la montagne. Il apprécie tout particulièrement les paysages de Maurienne et Tarentaise. En 1907, il abandonne le métier de sculpteur pour être peintre et graveur et s'installe à Annecy. Il se marie en 1913 avec une jeune fille de Lovagny. Mobilisé en août 1914, il est gravement blessé au poignet droit. Il réapprend à dessiner et peindre de la main gauche. Au fil des années, il rééduque suffisamment sa main droite pour tenir le pinceau et la pointe de graveur.
Il revient d'abord à Annecy avec sa famille avant de s'installer à Chambéry en 1921. Il illustre des livres, publie des eaux-fortes et fréquente des gens lettrés, des collectionneurs aisés et le libraire Dardel. Il passe plusieurs hivers dans des villages de montagne, en Maurienne à Saint-Sorlin-d'Arves ; mais aussi des séjours d'été en Tarentaise à Montvalezan. D'autres séjours hivernaux de 1942 à 1954 à Saint-Colomban-des-Villards, Valezan, Sainte-Foy-Tarentaise puis Saint-Martin-de-Belleville seront des occasions de peindre, dessiner ou graver des paysannes et villageois, des paysages ou des chalets.
En 1935, il est nommé conservateur des antiquités et objets d'art de la Savoie et Haute-Savoie, poste qui consiste à inspecter, découvrir étudier des œuvres d'art et objets d'art traditionnels et populaires. Il complète l'inventaire du patrimoine artistique des deux Savoies, obtenant le classement de nombreux objets et œuvres.
Ses dernières années sont assombries par la mort de son fils durant la guerre d'Algérie. Il meurt peu de temps après le 2 septembre 1960 à Lovagny.

## Œuvre
Plus de 50 ans après sa mort, l'œuvre d'André Jacques reste connu dans les Pays de Savoie,. Il représente en effet la vie traditionnelle en Savoie. Il réalise également de nombreuses aquarelles.

### Illustrateur de livres
Il fait paraitre en 1909 un portefeuille de dessins représentant « quelques aspects pittoresques du vieil Annecy ». En 1913 commence sa collaboration avec la librairie Dardel qui lui demande d'illustrer le livre de Léandre Vaillat La Savoie. Après Le vieux Chambéry, il illustre de dessins le livre L'abbaye de Talloires de l'historien Gabriel Pérouse en 1923 ; suivra Conflans avec le même auteur. En 1931, il retrouve Léandre Vaillat pour Paysages d'Annecy, déambulation dans les rues de la ville, évocation de son histoire avec des dessins du lac, du château, de ses bâtiments anciens, ses rues, ses églises, ses marchés et ses canaux avec des lavandières. Ensemble, ils réaliseront aussi un bref ouvrage La légende des gorges du Fier, avec des dessins des gorges et du château de Montrottier.

### Graveur
André Jacques est surtout connu pour ses gravures. Il utilise la technique de l'eau-forte dont, pour lui « la force réside [...] dans l'harmonie des lignes, dans la justesse des rapports et dans la gradation des valeurs ». Le catalogue de son œuvre répertorie 167 eaux-fortes. S'il réalise des paysages et des représentations de monuments, sa source d'inspiration préférée reste l'humain. Il parvient à représenter la vie rude des montagnards car il l'a ressentie et comprise pour l'avoir vécue parmi eux lors de ses longs et fréquents séjours en montagne. Parmi ses portraits, on remarque ceux des jeunes filles de Lanslebourg (1958), de Tarentaise (1933) ou de Valmaure (1942) ; ou bien les vieilles femmes telles que La Paclette de Lovagny (1942), la paysanne de St-Sorlin-d'Arves (1942), les femmes du marché d'Annecy (1927) ou la vieille montagnarde de Tarentaise (Elvina en 1950) ; mais aussi des hommes tels que le garde champêtre d'Annecy-le-vieux (1910), le grand Martinod (1912), le maitre Albert Besnard (1927), le Tarin (Valezan, 1946) ou le guide Armand Charlet (1947). Ses paysages ne sont pas en reste : L'hotel Lambert (Île Saint-Louis à Paris 1905) est le premier ; mais d'autres sont remarqués : Paysages de Tarentaise (Montvalezan, 1933), l'Église de St-Sorlin-d'Arves (1930), l'Église St François d'Annecy (1936), Chambéry par dessus les toits (1940), le paysage Bessannais (1926), l'Église et le vieux cimetière de Lémenc à Chambéry (1947) ou enfin la Tourmente (1956) si simple et moderne.

### Peintre
Après son installation à Annecy, comme plus tard à Chambéry, il a quelques élèves et surtout des commandes de portraits au pastel. En 1910, il réalise l'affiche des célébrations du Cinquantenaire de la réunion de la Savoie à la France.
Il poursuivra son activité de peintre tout au long de sa carrière. Des commandes de portraits lui permettent de vivre de son art, mais il réalise aussi de nombreuses aquarelles de paysages savoyards, de scènes de la vie rurales ou de portraits de paysans des vallées de Savoie. Leur nombre est mal déterminé et ces aquarelles sont moins bien connues car plus rarement exposées. Les paysages, les scènes villageoises et de marchés prédominent mais aussi des portraits tels que la jeune fille de St-Colomban-les-Villards (1942) du Musée Savoisien de Chambéry. Aquarelles et dessins de cet observateur attentif de la société lui permettent d'enregistrer dans sa mémoire ce qu'il transposera ensuite dans ses gravures.

## Activité pour le patrimoine traditionnel
Outre ses notes, descriptions et inventaires dans le cadre de son activité de conservateur des antiquités et objets d'art de la Savoie et Haute-Savoie, André Jacques représente de nombreux objets des arts populaires, costumes ou bijoux avec une précision quasi ethnographiques dans plusieurs des livres qu'il illustre. Il sera ainsi plus tard cité comme référence ou reproduit dans plusieurs livres sur les costumes traditionnels  et les bijoux savoyards.

## Postérité
- 1955 : exposition rétrospective de 134 eaux-fortes et aquarelles au musée de l' Athénée de Genève
- 1980 : Hommage à André jacques à l'occasion du centenaire de sa naissance. Musée-Château d'Annecy.
- 2017 : exposition André Jacques au château de Montrottier à Lovagny
- 2019 : André Jacques. Impressions de Savoie. Exposition au Musée des Beaux-Arts de Chambéry.